# Erik Algot Fredriksson
Erik Algot Fredriksson (* 13. Juni 1885 in Sköldinge; † 14. Mai 1930 in Stockholm) war ein schwedischer Tauzieher.

## Erfolge
Erik Algot Fredriksson war ein Polizist der Stockholmer Polizei Stockholmspolisens. Bei den Olympischen Spielen 1912 in Stockholm gehörte er zur schwedischen Mannschaft im Tauziehen. Bei dem Wettbewerb traten lediglich zwei Mannschaften an, nachdem sich von den ursprünglich fünf gemeldeten Mannschaften Österreich, Böhmen und Luxemburg vor dem Turnierbeginn zurückgezogen hatten. Die acht Schweden traten für die Stockholmspolisens an, aus der direkt im Anschluss der Spiele heraus der Stockholmspolisens IF gegründet wurde. Die britische Mannschaft bestand aus acht Vertretern der City of London Police. Mit 2:0 setzten sich die Schweden gegen die Briten durch, womit Fredriksson gemeinsam mit Arvid Andersson, Adolf Bergman, Johan Edman, August Gustafsson, Carl Jonsson, Erik Larsson und Herbert Lindström als Olympiasieger die Goldmedaille erhielt. Ein Jahr später war Fredriksson auch Teil der schwedischen Tauziehmannschaft, die den Titel bei der Weltmeisterschaft gewann.
Fredriksson starb bei einem Autounfall in Stockholm, als sich sein Polizeiwagen nach einem Zusammenstoß mit einem Motorrad überschlug.